# Hofgeismar

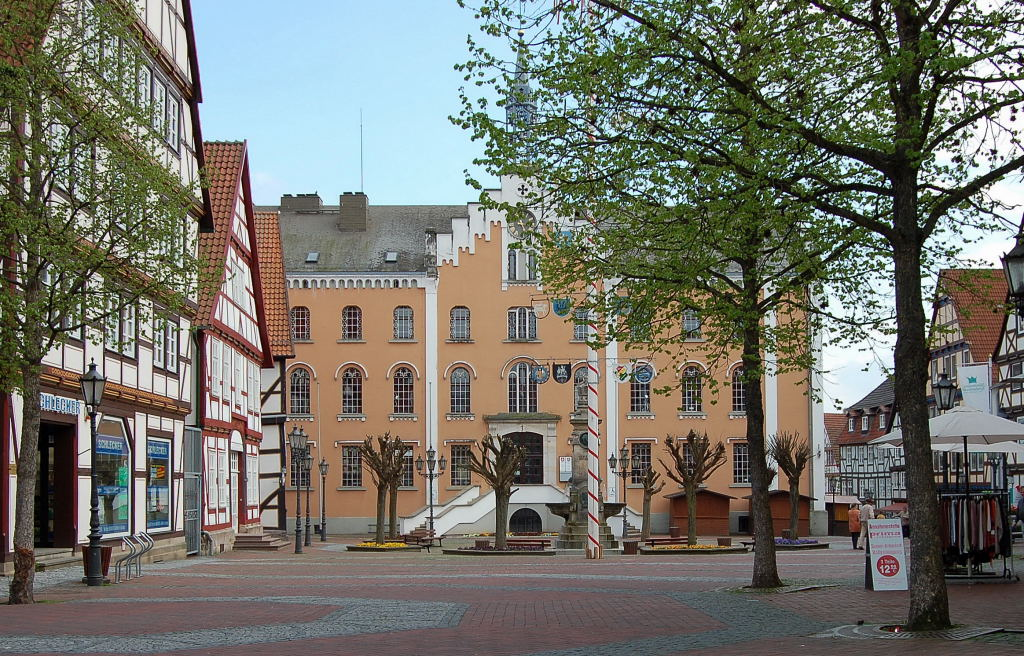
Hofgeismar.

Hofgeismar (pronunciación en alemán: /hoːfˈɡaɪ̯smaʁ/ⓘ) es una ciudad de la región del Hesse (Hessen) en la República Federal de Alemania (RFA). La ciudad tiene 17 084 habitantes (2005).